# Up (1984)
Up é um filme de drama em curta-metragem estadunidense de 1984 dirigido e escrito por Mike Hoover e Tim Huntley. Venceu o Oscar de melhor curta-metragem em live action na edição de 1985.

## Elenco
- Ed Cesar
- Erick McWayne